# Ceresium jeanvoinei
Ceresium jeanvoinei là một loài bọ cánh cứng trong họ Cerambycidae.